# 天主教臘戍教區
天主教臘戍教區（拉丁語：Dioecesis Lashioensis）是羅馬天主教的一個教區，位於緬甸東北部、撣邦的北部，面積30,000平方公里。教區受曼德勒總教區管轄。
宗座監牧區於1975年11月20日設立，1990年7月7日升格為教區。教區有16個堂區、30,998名教友和29名司鐸。
現任教區主教為澤傑姆潘濟，榮休主教為華艮。